# Pygmaleptostylus pygmaeus
Pygmaleptostylus pygmaeus là một loài bọ cánh cứng trong họ Cerambycidae.